# Lars Arrhed
Lars Vilhelm Arrhed, född 9 november 1966, är en svensk advokat, författare av juridisk litteratur och tidigare skådespelare, regissör och teaterchef.

## Biografi

### Kultur
Arrhed utbildade sig till skådespelare vid Teaterhögskolan i Malmö 1989–92. Därefter startade han 1992 i Malmö tillsammans med de övriga i teaterklassen den uppmärksammade Unga konstnärliga teatern, vilken övergick i Ensembleteatern 1993–97 under ledning av Arrhed, Sven Ahlström och Jesper Larsson. Dessa teatrar hade en omfattande och delvis nydanande verksamhet med klassiker varvat med revy-liknande upptåg och regelbunden improvisationsteater, såsom Följetong och Direktsänt. Arrhed verkade här som skådespelare, regissör och medförfattare till flera verk utöver verksamhetsansvar. 1997 lades verksamheterna ned, då Arrhed utsägs till teaterchef för norska nationalscenen Den Nationale Scene i Bergen. Detta stora uppdrag var en annorlunda arbetsform än han var van vid och konflikter med teaterns nya styrelse gjorde att han lämnade chefsposten efter en kortare tid, varefter han fick arbete vid Göteborgs stadsteater med bland annat titelrollen i Shakespeares Hamlet i Jasenko Selimovics regi och verksamhetsansvar för stadsteaterns dåvarande scen Angeredsteatern.
Han var medförfattare och en av huvudrollsinnehavarna i SVT-serien Dolly & Dolly 1998.

### Juridik
Parallellt utbildade han sig till jurist med avlagd jur.kand. vid Göteborgs universitet 2005 och tjänstgöring som tingsnotarie vid Göteborgs tingsrätt. Under notarietjänstgöringen läste Arrhed masterstudier inom programmet ”European Intellectual Property Law” vid Stockholms universitet och har specialiserat sig på affärsjuridik med inriktning på immaterialrätt, TIME (telekom, IT, media och entertainment), entreprenad- och fastighetsrätt, varför kulturkopplingen återknutits i juridikens form. Arrhed är idag verksam som advokat och delägare vid Advokatfirman Lindahls kontor i Göteborg sedan 2005. Han har även skrivit en bok med titeln "Offentlig upphandling av komplexa IT-tjänster" som publicerades 2016.

## Teater

### Roller (ej komplett)
| År   | Roll | Produktion                                | Regi              | Teater                |
| ---- | ---- | ----------------------------------------- | ----------------- | --------------------- |
| 1999 |      | Den europeiska kritcirkeln Bertolt Brecht | Jasenko Selimović | Göteborgs stadsteater |

### Regi (ej komplett)
| År   | Produktion             | Upphovsmän                              | Teater                |
| ---- | ---------------------- | --------------------------------------- | --------------------- |
| 1999 | Copenhagen             | Michael Frayn Översättning Per Lysander | Göteborgs stadsteater |
| 2000 | First Class            | Lars Arrhed                             | Angereds teater       |
| 2001 | Nittonhundra Novecento | Alessandro Baricco                      | Angereds teater       |